# Xellent
Xellent ist eine Schweizer Wodka-Marke, die von der Diwisa Distillerie Willisau hergestellt wird. Er wird auch als „Szene-Wodka“ bezeichnet, da er häufig in Diskotheken getrunken wird. Inzwischen wird Xellent  in über 22 Ländern vertrieben.

## Herstellung
Xellent wird in Willisau aus reinen Schweizer Rohstoffen erzeugt. Der Roggen stammt aus der Zentralschweiz, das Wasser aus dem Titlisgletscher.
Nachdem die Stärke im Roggen in drei Schritten aufgeschlossen wurden und die erste Maische entstanden ist, geht die Distillerie Willisau als einzige Wodkabrennerei weltweit nach einem besonderen Verfahren vor. Die Maische wird in kleinen Kupferkesseln vordestilliert, um dann durch eine 45-bödige Kupferglockenkolonne zu laufen. Am Ende des Brennvorganges wird der Wodka gereinigt und dann mit einem Alkoholgehalt von 96 % für mehrere Monate eingelagert.
Nach dieser Ruhezeit wird der Wodka in mehreren, von Ruhephasen unterbrochenen Stufen mit purem Gletscherwasser vom Titlisgletscher versetzt, um einen Alkoholgehalt von 40 % zu erreichen. Das Gletscherwasser ist leicht alkalisch, was Xellent zu einem der wenigen pH-Wert-neutralen Wodkas macht. Nach der letzten Filtration wird der Wodka in die für Xellent typischen roten 
Flaschen abgefüllt.

## Auszeichnungen
Xellent Swiss Vodka wurde 2005 mit der doppelten Goldmedaille von der San Francisco Spirits Competition ausgezeichnet. Alle 10 Juroren zeichneten den Wodka mit der Goldmedaille aus.
Im März 2005 erzielte Xellent im Wine Enthusiast Magazine die höchst mögliche Punktzahl (Kategorie 96–100).